# Віктор Дікан
Віктор Дікан (рум. Victor Dican, нар. 11 жовтня 2000, Римніку-Вилча) — румунський футболіст, захисник клубу «Ботошані».
Виступав, зокрема, за клуби «Металурджистул Куджир» та «Університатя» (Клуж-Напока), а також молодіжну збірну Румунії.

## Клубна кар'єра
Народився 11 жовтня 2000 року в місті Римніку-Вилча. Вихованець юнацьких команд футбольних клубів «Теруел», «Даміла Мечука» та «Римніку-Вилча».
У дорослому футболі дебютував 2018 року виступами за команду «Металурджистул Куджир», в якій провів один сезон. 
Своєю грою за цю команду привернув увагу представників тренерського штабу клубу «Університатя» (Клуж-Напока), до складу якого приєднався 2019 року. Відіграв за команду з міста Клуж-Напока наступні три сезони своєї ігрової кар'єри.
До складу клубу «Ботошані» приєднався 2022 року. Станом на 28 листопада 2022 року відіграв за команду з Ботошані 34 матчі в національному чемпіонаті.

## Виступи за збірну
З 2021 року залучався до складу молодіжної збірної Румунії. На молодіжному рівні зіграв у 7 офіційних матчах.

## Статистика виступів

### Статистика клубних виступів
| Сезон                                  | Команда                                | Чемпіонат                              | Чемпіонат | Чемпіонат | Національний кубок | Національний кубок | Національний кубок | Континентальні кубки | Континентальні кубки | Континентальні кубки | Інші змагання | Інші змагання | Інші змагання | Усього | Усього |
| Сезон                                  | Команда                                | Ліга                                   | Ігор      | Голів     | Ліга               | Ігор               | Голів              | Ліга                 | Ігор                 | Голів                | Ліга          | Ігор          | Голів         | Ігор   | Голів  |
| -------------------------------------- | -------------------------------------- | -------------------------------------- | --------- | --------- | ------------------ | ------------------ | ------------------ | -------------------- | -------------------- | -------------------- | ------------- | ------------- | ------------- | ------ | ------ |
| 2019–20                                | «Університатя» (Клуж-Напока)           | Л2                                     | 20        | 3         | КР                 | 2                  | 0                  |                      | -                    | -                    |               | -             | -             | 22     | 3      |
| 2020–21                                | «Університатя» (Клуж-Напока)           | Л2                                     | 14        | 4         | КР                 | 4                  | 1                  |                      | -                    | -                    |               | -             | -             | 18     | 5      |
| 2021-січ. 2022                         | «Університатя» (Клуж-Напока)           | Л2                                     | 16        | 2         | КР                 | 1                  | 0                  |                      | -                    | -                    |               | -             | -             | 17     | 2      |
| Усього за «Університатя» (Клуж-Напока) | Усього за «Університатя» (Клуж-Напока) | Усього за «Університатя» (Клуж-Напока) | 50        | 9         |                    | 7                  | 1                  |                      | -                    | -                    |               | -             | -             | 57     | 10     |
| січ.-черв. 2022                        | «Ботошані»                             | ЧР                                     | 18        | 2         | КР                 | -                  | -                  |                      | -                    | -                    |               | -             | -             | 18     | 2      |
| 2022–23                                | «Ботошані»                             | ЧР                                     | 16        | 0         | КР                 | 2                  | 0                  |                      | -                    | -                    |               | -             | -             | 18     | 0      |
| Усього за «Ботошані»                   | Усього за «Ботошані»                   | Усього за «Ботошані»                   | 34        | 2         |                    | 2                  | 0                  |                      | -                    | -                    |               | -             | -             | 36     | 2      |
| Усього за кар'єру                      | Усього за кар'єру                      | Усього за кар'єру                      | 84        | 11        |                    | 9                  | 1                  |                      | -                    | -                    |               | -             | -             | 93     | 12     |